# Bromskirchen
Bromskirchen är en kommun och ort i Landkreis Waldeck-Frankenberg i Regierungsbezirk Kassel i förbundslandet Hessen i Tyskland.
Den tidigare kommunen Somplar uppgick i Bromskirchen 1 februari 1971.